# Grupo 9 de Astronautas da NASA

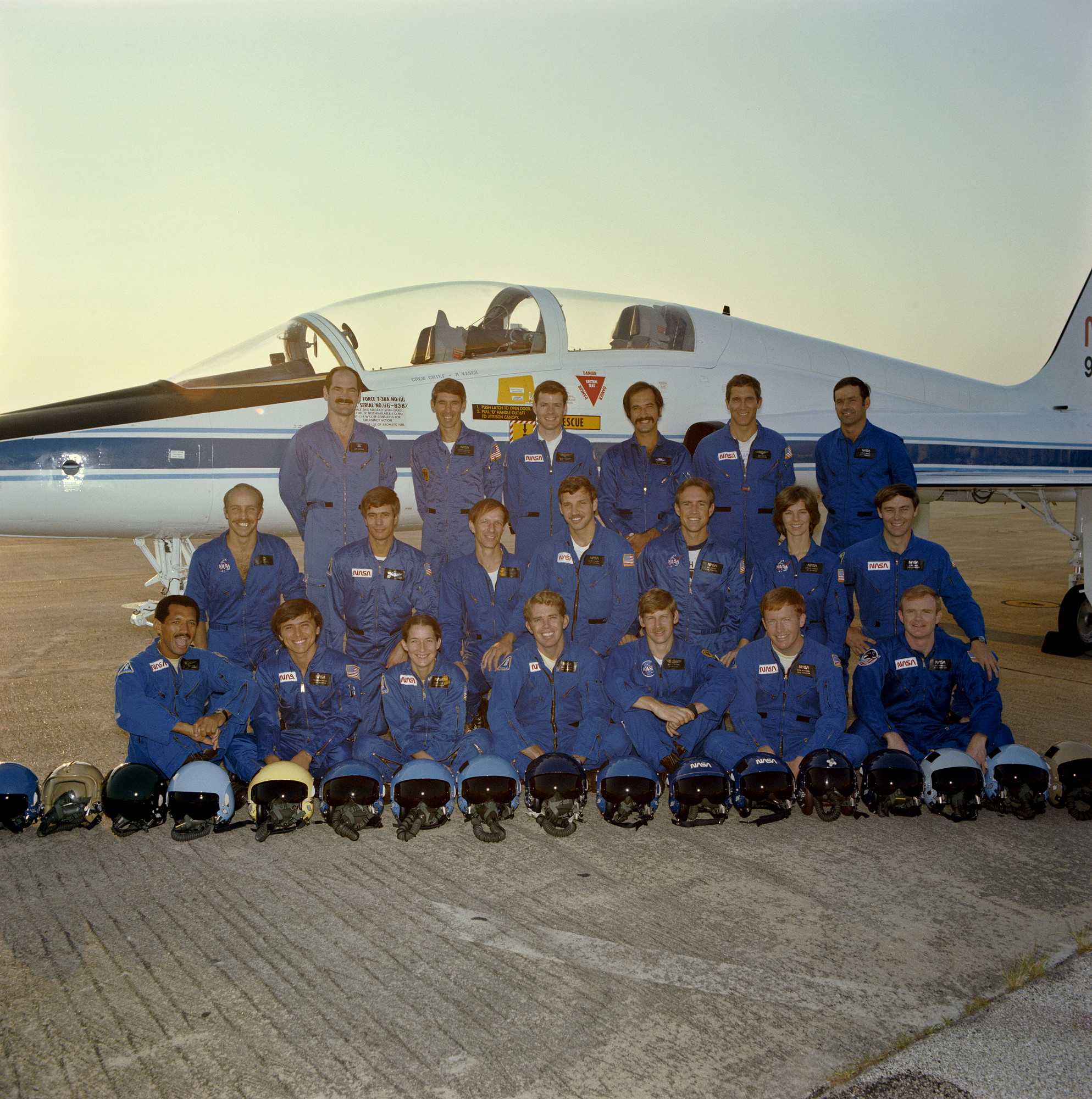
Os astronautas em 1980. Atrás: Gardner, Springer, O'Connor, Ockels, Smith e Lounge. Meio: Bagian, Blaha, Nicollier, Hilmers, Fisher, Dunbar e Ross. Frente: Bolden, Chang-Diaz, Cleave, Leestma, Spring, Richards e Bridges.

O Grupo 9 de Astronautas da NASA, também chamado de 19+80, foi um grupo de astronautas selecionado pela Administração Nacional da Aeronáutica e Espaço (NASA) para integrarem o programa espacial dos Estados Unidos. Foi o nono grupo de astronautas da NASA e foram anunciados publicamente no dia 29 de maio de 1980. Os astronautas eram: James Bagian, John Blaha, Charles Bolden, Roy Bridges, Franklin Chang-Díaz, Mary Cleave, Bonnie Dunbar, William Fisher, Guy Gardner, Ronald Grabe, David Hilmers, David Leestma, John Lounge, Bryan O'Connor, Richard Richards, Jerry Ross, Michael Smith e Sherwood Spring. Além disso, pela primeira vez na história da NASA, dois astronautas da Agência Espacial Europeia juntaram-se ao grupo durante os treinamentos: o suíço Claude Nicollier e o holandês Wubbo Ockels.

## Astronautas

### Pilotos
| Imagem | Nome                  | Nascimento            | Falecimento           | Carreira                                            | ref   |
| ------ | --------------------- | --------------------- | --------------------- | --------------------------------------------------- | ----- |
|        | John E. Blaha         | 26 de agosto de 1942  |                       | STS-29 STS-33 STS-43 STS-58 STS-79 Mir EO-22 STS-81 | [ 1 ] |
|        | Charles F. Bolden Jr. | 19 de agosto de 1946  |                       | Administrador da NASA de 2009 a 2017                | [ 2 ] |
|        | Roy D. Bridges Jr.    | 19 de julho de 1943   |                       | STS-51-F                                            | [ 3 ] |
|        | Guy S. Gardner        | 6 de janeiro de 1948  |                       | STS-27 STS-35                                       | [ 4 ] |
|        | Ronald J. Grabe       | 13 de junho de 1945   |                       | STS-51-J STS-30 STS-42 STS-57                       | [ 5 ] |
|        | Bryan D. O'Connor     | 6 de setembro de 1946 |                       | STS-61-B STS-40                                     | [ 6 ] |
|        | Richard N. Richards   | 24 de agosto de 1946  |                       | STS-28 STS-41 STS-50 STS-64                         | [ 7 ] |
|        | Michael J. Smith      | 30 de abril de 1945   | 28 de janeiro de 1986 | STS-51-L                                            | [ 8 ] |

### Especialistas
| Imagem | Nome                   | Nascimento              | Falecimento        | Carreira                                            | ref    |
| ------ | ---------------------- | ----------------------- | ------------------ | --------------------------------------------------- | ------ |
|        | James P. Bagian        | 22 de fevereiro de 1952 |                    | STS-29 STS-40                                       | [ 9 ]  |
|        | Franklin R. Chang-Díaz | 5 de abril de 1950      |                    | STS-61-C STS-34 STS-46 STS-60 STS-75 STS-91 STS-111 | [ 10 ] |
|        | Mary L. Cleave         | 5 de fevereiro de 1947  |                    | STS-61-B STS-30                                     | [ 11 ] |
|        | Bonnie J. Dunbar       | 3 de março de 1949      |                    | STS-61-A STS-32 STS-50 STS-71 STS-89                | [ 12 ] |
|        | William F. Fisher      | 1 de abril de 1946      |                    | STS-51-I                                            | [ 13 ] |
|        | David C. Hilmers       | 28 de janeiro de 1950   |                    | STS-51-J STS-26 STS-36 STS-42                       | [ 14 ] |
|        | David C. Leestma       | 6 de maio de 1949       |                    | STS-41-G STS-28 STS-45                              | [ 15 ] |
|        | John M. Lounge         | 28 de junho de 1946     | 1 de março de 2011 | STS-51-I STS-26 STS-35                              | [ 16 ] |
|        | Jerry L. Ross          | 20 de janeiro de 1948   |                    | STS-61-B STS-27 STS-37 STS-55 STS-74 STS-88 STS-110 | [ 17 ] |
|        | Sherwood C. Spring     | 3 de setembro de 1944   |                    | STS-61-B                                            | [ 18 ] |
|        | Robert C. Springer     | 21 de maio de 1942      |                    | STS-29 STS-38                                       | [ 19 ] |

### Internacionais
| Imagem | Nome             | Nascimento            | Falecimento        | Carreira                     | ref    |
| ------ | ---------------- | --------------------- | ------------------ | ---------------------------- | ------ |
|        | Claude Nicollier | 2 de setembro de 1944 |                    | STS-46 STS-61 STS-75 STS-103 | [ 20 ] |
|        | Wubbo J. Ockels  | 28 de março de 1946   | 18 de maio de 2014 | STS-61-A                     | [ 21 ] |